# Romanika
Romanika (prema latinskom Romanus : „rimski”) je prvi stil u europskoj umjetnosti koji se razvija u razdoblju od 1000. godine do pojave gotike koncem 12. stoljeća, paralelno s razvojem monaštva u Zapadnoj Europi. Ta je kronologija samo uvjetna jer se može ustanoviti izrazita dijakronija između različitih područja. Dok je primjerice u drugoj polovici 12. st. romanika cvjetala u Španjolskoj, Italiji, južnoj Francuskoj, Hrvatskoj, Njemačkoj, već od 1140. najavljivalo se razdoblje gotike u sjevernoj Francuskoj.
Određenje stila naslijeđeno je iz 19. st., kada je izmišljen termin romanika kako bi se označila umjetnost prvoga srednjovjekovnog stila, prije gotike. Kao što mu ime kaže, određen je u odnosu na rimsku umjetnost jer se mislilo da iz nje derivira. Izraz romanički potječe od izraza „rimski”, jer je način građenja čvrstih masivnih crkava s bačvastim svodovima bio inspiriran rimskim bazilikama. 
Dok su prethodne umjetnosti (Karolinška i Otonska) bile izrazito dvorske, romanika se raširila cijelom zapadnom Europom bez jedinstvenog centralnog izvora (Put svetog Jakova). Područje rasprostiranja ove umjetnosti je od sjeverne Španjolske do Rajnske oblasti i od Škotske do srednje Italije, a najbogatije se razvija u Francuskoj. Postao je prvi srednjovjekovni stil prisutan u cijeloj Europi, iako su postojale određene regionalne jedinstvenosti.

## Povijest
U doba Rimskog Carstva veliki dio Europe bio je u sastavu jedne države, no raspadom Zapadnog Rimskog Carstva u 5. st. nastale su brojne državice. Karlo Veliki u 9. st. je ponovno ujedinio gotovo cijelu zapadnu Europu, ali već u 11. st., na području gdje je danas tridesetak država, tada je bilo dvjestotinjak; što vojvodstava, što grofovija, što kneževina, što kraljevina itd. Pa i svaka ta jedinica zatvarala se u svoje granice gdje su se nizali posjedi glavnih nositelja društvenog života: plemstva, svećenstva i građanstva. Ta trodijelna moć očituje se gradnjom pretežno tri vrste objekata: plemićki dvorci (feudalni burgovi), samostani i gradovi. 
Kršćanstvo je tada bilo sveprisutno, barbarski narodi su gotovo već svi primili kršćansku vjeru, posebno su jaki crkveni redovi benediktinci i cisterciti. Nije bilo središnje političke vlasti u Europi, ali je Papa utjelovljavao središnju duhovnu vlast. 
Razdoblje romanike nije jedinstveno i može se razlučiti nekoliko razvojnih faza. Doba mutacije, kada se uočavaju inovacije koje će omogućiti razvoj novoga stila, od 960. do 1060., čini prijelaz između ranog i zreloga srednjeg vijeka. No ne kao potpuna promjena, nego kao most između dviju razvojnih faza impregnirano kontinuitetom. To je i doba stvaranja novih dinastija, Otona (962.), pa nakon njih Salijevaca (1024.), koji su činili temelj budućega Svetoga Rimskoga Carstva, dok je Francusko kraljevstvo dobilo novu dinastiju Kapetovića (987.). Kršćanstvo se širilo na srednju Europu (Poljska), pa i Skandinaviju, a u Španjolskoj je postupno potiskivalo Arape. Unutarnja evolucija Crkve također je bitan razvojni čimbenik. Monastička reforma pokrenuta u Clunyju, ali i Gorzeu u zemljama Carstva te Glastonberyju u Engleskoj gotovo istodobno pokreće Europu. Taj je monastički pokret rezultirao novim položajem Crkve u društvu koji je kulminirao u doba grgurovske reforme u drugoj polovici 11. st. Uopće je u to vrijeme vladalo vjersko oduševljenje koje je doseglo svoj vrhunac u Križarskim ratovima (na samom kraju 11. st.).
S pojavom prvih konstrukcija arhitekture i prvih velikih portala od sedmoga desetljeća 11. st. nastupilo je doba zrele romanike čije je bitno obilježje regionalizam.
Nastaje građanska srednja klasa (zanatlije i trgovci) koji se učvršćuju između seljaštva i plemstva kao važan činitelj srednjovjekovnog društva.

## Arhitektura
U Romanici dolazi do velikog procvata građevinske djelatnosti, posebno izgradnja crkvi, plemićkih utvrda (donjon) i samostana. Kamen je glavni građevinski materijal, zidine masivne i široke (osmišljeni kao jedinstvena organska forma), otvori rijetki, polukružni i uski, a dimenzije se povećavaju usavršavanjem tehnika izgradnje. U crkvenom graditeljstvu prevladavaju jednostavne građevine masivnih zidova, bogata vodoravna raščlanjenost, kameni polukružni i bačvasti svodovi, polukružni lukovi i kvadratni kapiteli često urešeni biljnim i figuralnim motivima.

## Kiparstvo
Skulptura je i dalje vezana uz arhitekturu, ali je novi položaj Crkve u društvu nalagao iznošenje programa na pročelje. Ta eksteriornost prvo se pokazala plitkim reljefima kao aplikacijama na pročelju. Na skulpturi romanike javlja se ponovo, prvi put nakon kasne antike, jak osjećaj za plastično, a u obradi detalja težnje za shematiziranjem. Figurativno kiparstvo, izvorno obojeno živim bojama, igralo je značajnu ulogu i bilo je integralni dio romaničkih građevina, kao primjerice na kapitelima stupova, i oko impresivnih portala, najčešće na timpanonu iznad glavnih vrata (Saint-Genis-des-Fontaines, nadvratnik). Neki od najljepših primjera su opatija Vézelay i Autunska katedrala.
Skulptura u metalu ekspresivnija je i plastičkija (Majka Božja iz Essena, oko 1000., Gerovo raspelo, kraj 10. st.), čak i kada je riječ o reljefu (brončane vratnice u Hildesheimu).

## Slikarstvo
Romaničko slikarstvo je, poput kiparstva, vezano uglavnom za arhitekturu (kao freska, oslikani drveni stropovi, vitraj, tapiserija, rjeđe mozaik), za knjigu (iluminacije) ili oltar (oslikane oltarne ploče i sanduci). Za njih vrijede određene zajedničke osobine, skoro zakonitosti, to su: plošnost i linearnost, vertikalna perspektiva, metoda redukcije u načinu prikazivanja religijskih tema, odnosno ikonografije i skromna ljestvica boja (zemljane boje: ciglasto-crvena, oker-žuta i rđavo-smeđa).
Najveći preživjeli spomenik romaničkog zidnog slikarstva, bitno smanjen u odnosu na originalno stanje, je Opatijska crkva Saint-Savin-sur-Gartempe u blizini Poitiersa, u kojoj je sačuvana većina zidnih slika na bačvastom svodu broda, kripte, portika i ostalih djelova građevine Ekvivalentni ciklus je prikazan u crkvi Sant'Angelo in Formis u Capui u južnoj Italiji, koju su oslikali talijanski slikari pod grčkim utjecajem, a ilustrira stalnu prevlast bizantskog stila u većem dijelu Italije

## Primijenjene umjetnosti
U umjetničkom oblikovanju nakita, liturgijskih i uporabnih predmeta koriste se plemenite kovine, bjelokost, drago kamenje, emajl. Mosanska umjetnost bila je posebno rafiniran regionalni stil, sa sačuvanim vrhunskim predmetima od metala, često kombiniranog s emajlom, i elementima klasične umjetnosti rijetkim u doba romanike, kao npr. krstionica crkve sv. Bartolomeja u Liègeu, ili Oltar tri kralja u Kölnu, jedno od mnogih sačuvanih djela Nicholasa iz Verduna, čiji je rad bio tražen diljem sjeverozapadne Europe. Obojeno staklo postaje značajna umjetnička forma ovog razdoblje, ali malo romaničkih umjetničkih djela od stakla ostaje sačuvano do danas. Iluminirani rukopisi postaju predmetom izrazitog ukrašavanja. U to doba u zapadnoj Europi dolazi do jakog naglaska na prikaz Kristove patnje i patnje drugih svetaca, odlika koja snažno odvaja romaniku i ostatak srednjeg vijeka od bizantske i klasične umjetnosti.
Kraj romanike karakterizira početak i jak teološki naglasak na Djevici Mariji, tako da se ona češće opisuje u literaturi i prikazuje u umjetnosti, a vrhunac prikaza doživjet će u gotici.

## Vanjske poveznice
- Romanika u Hrvatskoj
- Odijevanje u Romanici  Arhivirana inačica izvorne stranice od 5. lipnja 2008. (Wayback Machine)